# PFK Botev Plovdiv
A PFK Botev Plovdiv (bolgárul:  ПФК Ботев Пловдив), vagy röviden Botev egy bolgár labdarúgócsapat, melynek székhelye Plovdiv városában található. Jelenleg a bolgár élvonalban szerepel.
Hazai mérkőzéseiket a 18000 fő befogadására alkalmas Hriszto Botev Stadionban játsszák.

## Történelem
A klubot 1912-ben alapították Botev néven, de az évek előrehaladtával több alkalommal is megváltoztatták a csapat nevét. Az egyik legidősebb egyesületnek számít Bulgáriában. 1917 óta a klub hivatalos színe: sárga-fekete.
1920-ban megnyerték a nem hivatalos plovdivi bajnokságot. 1927-ben a török Fenerbahçe ellen játszották első nemzetközi mérkőzésüket. Egy évvel később megnyerték az immáron hivatalos plovdivi bajnokságot.
Első bolgár bajnoki címüket 1929-ben szerezték, miután a bajnoki döntőben 1–0-ra legyőzték a Levszki Szofija csapatát.
1951-ben elindultak az újjáalakult bolgár első osztályban. Annak ellenére, hogy 1953-ban kiestek, egy évvel később simán visszajutottak az élvonalba.
Az 1956-os év meglehetősen sikeresen zárult a Botev Plovdiv számára. A bajnokságban harmadik helyen végeztek és bejutottak a bolgár kupa döntőjébe, ahol 5–2-es vereséget szenvedtek a Levszki Szofijatól. A következő néhány évben megépült a Botev új stadionja.
Az első kupagyőzelmüket 1962-ben szerezték. 1963-ban a második helyen zártak és 1967-ben történetük második bajnoki címét ünnepelhették.
Az 1980-as években többször felállhattak a dobogó valamely fokára. 1986-ban második, 1981-ben, 1983-ban, 1985-ben, 1987-ben és 1988-ban a harmadik helyen végeztek. 1984. november 7-én 45000 néző előtt a KEK 1984–1985-ös sorozatában 2–0-ra legyőzték a Bayern München-t. Ugyan az első mérkőzést elveszítették 4–1 arányban és nem jutottak tovább, mindez nagy sikernek számított. Egy másik emlékezetes, szintén KEK összecsapáson 1–0-ra verték a Barcelonat 1981-ben.
1993-ban, 1994-ben és 1995-ben sorozatban háromszor is a bronzérmet szerezték meg, emellett 3 kupagyőzelmet is arattak ebben az évtizedben (1991, 1993, 1995).

## Korábbi elnevezései
- 1912–1946: Botev
- 1947–1951: DNV
- 1952–1957: DNA
- 1957: SKNA
- 1957–1968: Botev
- 1968–1989: Trakia

1989 óta jelenlegi nevén szerepel.

## Sikerei
- Bolgár bajnokság („A” PFL):

1. hely (2): 1929, 1967
2. hely (2): 1963, 1986
3. hely (13): 1930, 1937, 1943, 1957, 1961, 1981, 1983, 1985, 1987, 1988, 1993, 1994, 1995
- Bolgár kupa:

1. hely (4): 1962, 1981, 2017, 2024
2. hely (9): 1947, 1956, 1963, 1964, 1984, 1991, 1993, 1995, 2014, 2019
- Balkán-kupa:

1. hely (1): 1972
- Bolgár szuperkupa:

1. hely (1): 2017
2. hely (1): 2014

## Eredményei

### Európaikupa-szereplés
| Szezon  | Kupasorozat                 | Forduló      | Nemzet             | Klub               | Eredmény       |
| ------- | --------------------------- | ------------ | ------------------ | ------------------ | -------------- |
| 1962/63 | Kupagyőztesek Európa-kupája | Nyolcaddöntő | Román 1952–1965    | Steaua             | 2–3, 5–1       |
|         |                             | Negyeddöntő  | Írország           | Shamrock Rovers FC | 4–0, 1–0       |
|         |                             | Negyeddöntő  | Spanyolország 1945 | Atlético Madrid    | 1:1, 0:4       |
| 1967/68 | BEK                         | Nyolcaddöntő | Román 1965–1989    | Rapid Bucureşti    | 2–0, 0–3 (h.u) |
| 1968/69 | VVK                         | 1. forduló   | Spanyolország 1945 | Real Zaragoza      | 3–1, 0–2       |
| 1970/71 | VVK                         | 1. forduló   | Anglia             | Coventry City      | 1–4, 0–2       |
| 1978/79 | UEFA-kupa                   | 1. forduló   | GER                | Hertha BSC         | 0–0, 1–2       |
| 1981/82 | Kupagyőztesek Európa-kupája | Nyolcaddöntő | Spanyolország 1977 | FC Barcelona       | 1–4, 1–0       |
| 1984/85 | Kupagyőztesek Európa-kupája | Nyolcaddöntő | Luxemburg          | Union Sportive     | 1–1, 4–0       |
|         |                             | Negyeddöntő  | GER                | FC Bayern München  | 1–4, 2–0       |
| 1985/86 | BEK                         | Nyolcaddöntő | SWE                | IFK Göteborg       | 2–3, 1–2       |
| 1986/87 | UEFA-kupa                   | 1. forduló   | Málta              | Hibernians FC      | 2–0, 8–0       |
|         |                             | Nyolcaddöntő | Jugoszlávia        | NK Hajduk Split    | 1–3, 2–2       |
| 1987/88 | UEFA-kupa                   | 1. forduló   | Jugoszlávia        | FK Crvena Zvezda   | 0–3, 2–2       |
| 1988/89 | UEFA-kupa                   | 1. forduló   | Szovjet            | Dinama Minszk      | 1–2, 0–0       |
| 1992/93 | UEFA-kupa                   | 1. forduló   | TUR                | Fenerbahçe SK      | 1–3, 2–2       |
| 1993/94 | UEFA-kupa                   | 1. forduló   | GRE                | Olimbiakósz        | 2–3, 1–5       |
| 1995/96 | UEFA-kupa                   | 1. forduló   | Grúzia 1990–2004   | Dinamo Tbiliszi    | 1–0, 1–0       |
|         |                             | 1/32         | Spanyol            | Sevilla FC         | 0–2, 1–1       |